# Pierre Plante
Pierre Renald Plante (* 14. Mai 1951 in Salaberry-de-Valleyfield, Québec) ist ein ehemaliger kanadischer Eishockeyspieler, der im Verlauf seiner aktiven Karriere zwischen 1968 und 1980 unter anderem 632 Spiele für die Philadelphia Flyers, St. Louis Blues, Chicago Black Hawks, New York Rangers und Nordiques de Québec in der National Hockey League auf der Position des rechten Flügelstürmers bestritten hat.

## Karriere
Plante verbrachte seine Juniorenzeit zwischen 1968 und 1971 bei den Rangers de Drummondville in der Ligue de hockey junior majeur du Québec, wo er sich im Laufe der Jahre zu einem ausbalancierten Spieler mit offensivem Spielsinn und körperlichem Spiel in der Defensive entwickelte. In der Saison 1969/70 sammelte er 102 Scorerpunkte und wurde damit – obwohl er sich nicht unter den zehn besten Scorern der Liga befand – ins First All-Star Team der Liga gewählt. Im Sommer 1971 wurde der Flügelstürmer im NHL Amateur Draft 1971 in der ersten Runde an neunter Gesamtposition von den Philadelphia Flyers aus der National Hockey League ausgewählt.

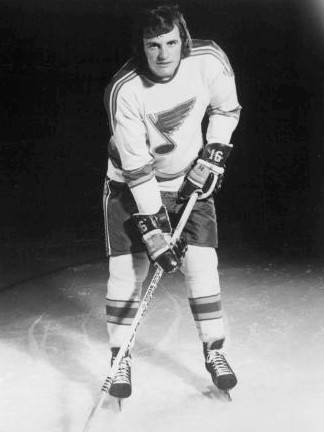
Plante im Trikot der St. Louis Blues

Zur Spielzeit 1971/72 wechselte Plante schließlich in den Profibereich, wo es ihm in den folgenden eineinhalb Jahren aber nicht gelang, sich dauerhaft im NHL-Aufgebot Philadelphias festzusetzen. So kam er immer wieder bei den Richmond Robins in der American Hockey League, dem Farmteam der Flyers zu Einsätzen. Im Dezember 1972 transferierten sie ihn gemeinsam mit Brent Hughes zu den St. Louis Blues, während André Dupont und ein Drittrunden-Wahlrecht im NHL Amateur Draft 1973 an Philadelphia gingen. In St. Louis gelang Plante schließlich der Durchbruch und er war die folgenden viereinhalb Spielzeiten uneingeschränkter Stammspieler der Blues. Zweimal – in den Spielzeiten 1973/74 und 1974/75 – erreichte er über 25 Tore und 50 Scorerpunkte in einer Saison. In der Folge nahmen die Punktausbeuten des Flügelstürmers ab, sodass er zum Ende der Saison 1976/77 entbehrlich geworden war. Andere Spieler hatten in der Offensive mittlerweile seinen Platz eingenommen. Die Blues transferierten ihn daher im August 1977 im Austausch für Dick Redmond zu den Chicago Black Hawks.
Mit dem Wechsel nach Chicago begannen unstete Jahre für Plante. Obwohl er in 77 Spielen zum Einsatz gekommen war, sammelte er lediglich 28 Punkte und erfüllte somit nicht die in ihn gesetzten Erwartungen. Wenige Tage vor seinem 27. Geburtstag wurde er daher im Mai 1978 von Chicago an die Minnesota North Stars abgegeben. Damit glichen die Black Hawks einen zwei Monate zuvor abgewickelten Transfer aus, bei dem sie Doug Hicks von den North Stars erhalten hatten. Für Minnesota bestritt der Kanadier jedoch keine einzige Partie. Noch vor dem Start des Spieljahres 1978/79 wurde Plante im September 1978 auf die Waiver-Liste gesetzt. Dort wählten ihn die Detroit Red Wings aus, die selbiges im Oktober taten und Plante so zum Saisonstart im Kader der New York Rangers stand. Bei den Rangers waren Plantes Offensivqualitäten weniger gefragt, und er konnte sich daher seinem Defensivspiel widmen. Dennoch sammelte er 31 Punkte und war schließlich einer der Schlüsselspieler, die dafür verantwortlich waren, dass New York die Finalspiele im Rahmen der Stanley-Cup-Playoffs 1979 erreichte. Dort unterlagen sie jedoch den Canadiens de Montréal.
Trotz des Erfolgs kam die Zeit des Angreifers im „Big Apple“ im Juni 1979 zum Ende. Da er von seinem Team nicht geschützt wurde, wählten ihn die Nordiques de Québec, die zur Saison 1979/80 in die National Hockey League aufgenommen worden waren, im NHL Expansion Draft 1979 aus. Nahe seiner Geburtsstadt absolvierte Plante dort seine letzte NHL-Spielzeit. Im Sommer 1980 beendete er im Alter von 29 Jahren seine aktive Karriere.

## Erfolge und Auszeichnungen
- 1970 LHJMQ First All-Star Team

## Karrierestatistik
(Legende zur Spielerstatistik: Sp oder GP = absolvierte Spiele; T oder G = erzielte Tore; V oder A = erzielte Assists; Pkt oder Pts = erzielte Scorerpunkte; SM oder PIM = erhaltene Strafminuten; +/− = Plus/Minus-Bilanz; PP = erzielte Überzahltore; SH = erzielte Unterzahltore; GW = erzielte Siegtore; 1 Play-downs/Relegation; Kursiv: Statistik nicht vollständig)